# José Luis González Dávila
José Luis González Dávila (14 de setembre de 1942 - 8 de setembre de 1995) fou un futbolista mexicà.

## Selecció de Mèxic
Va formar part de l'equip mexicà a la Copa del Món de 1966. Va ser jugador de Pumas i Toluca.